# Picrostigeus brevicauda
Picrostigeus brevicauda là một loài tò vò trong họ Ichneumonidae.